# Dorfkirche Mennewitz

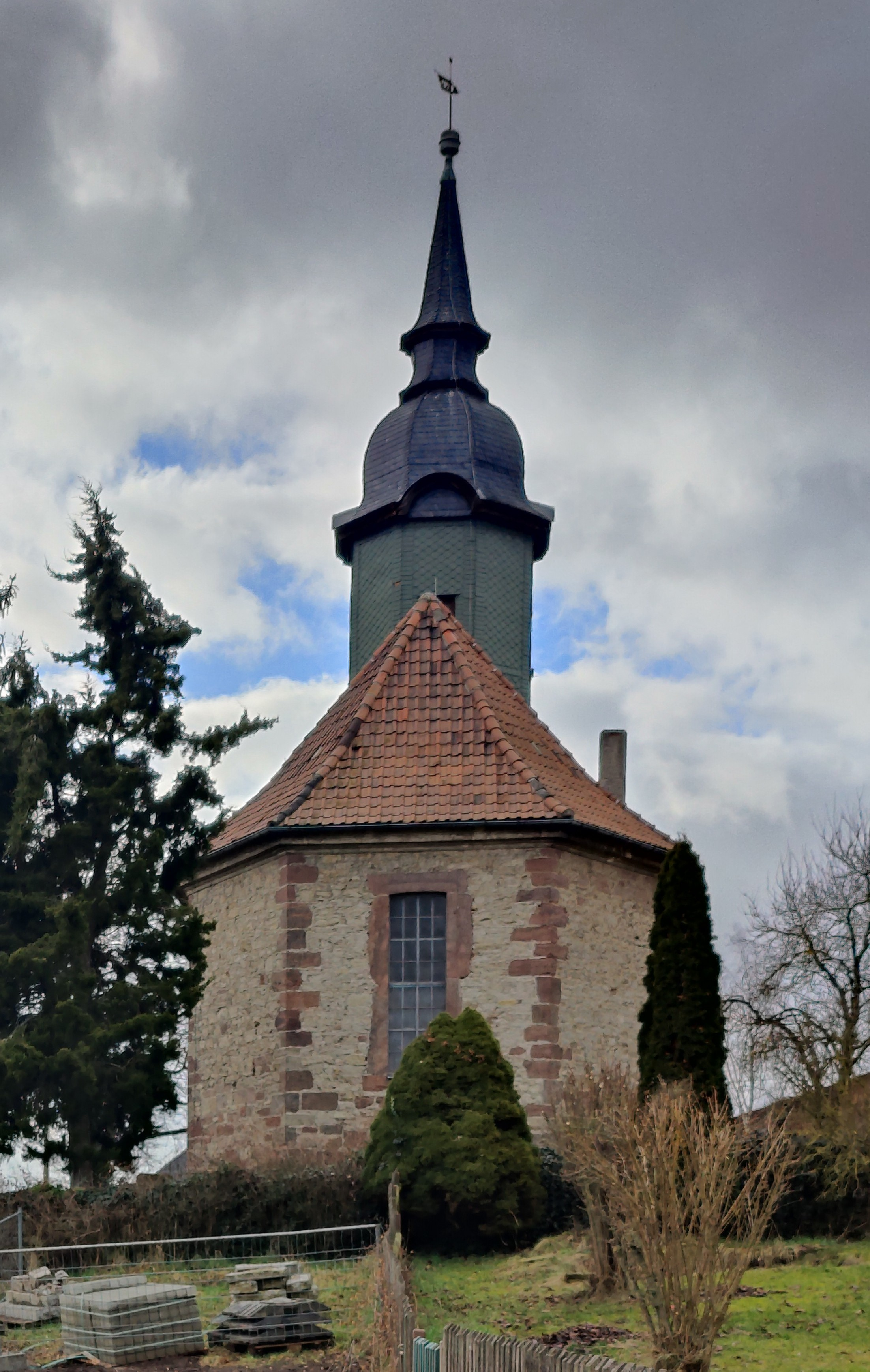
Vorderseite

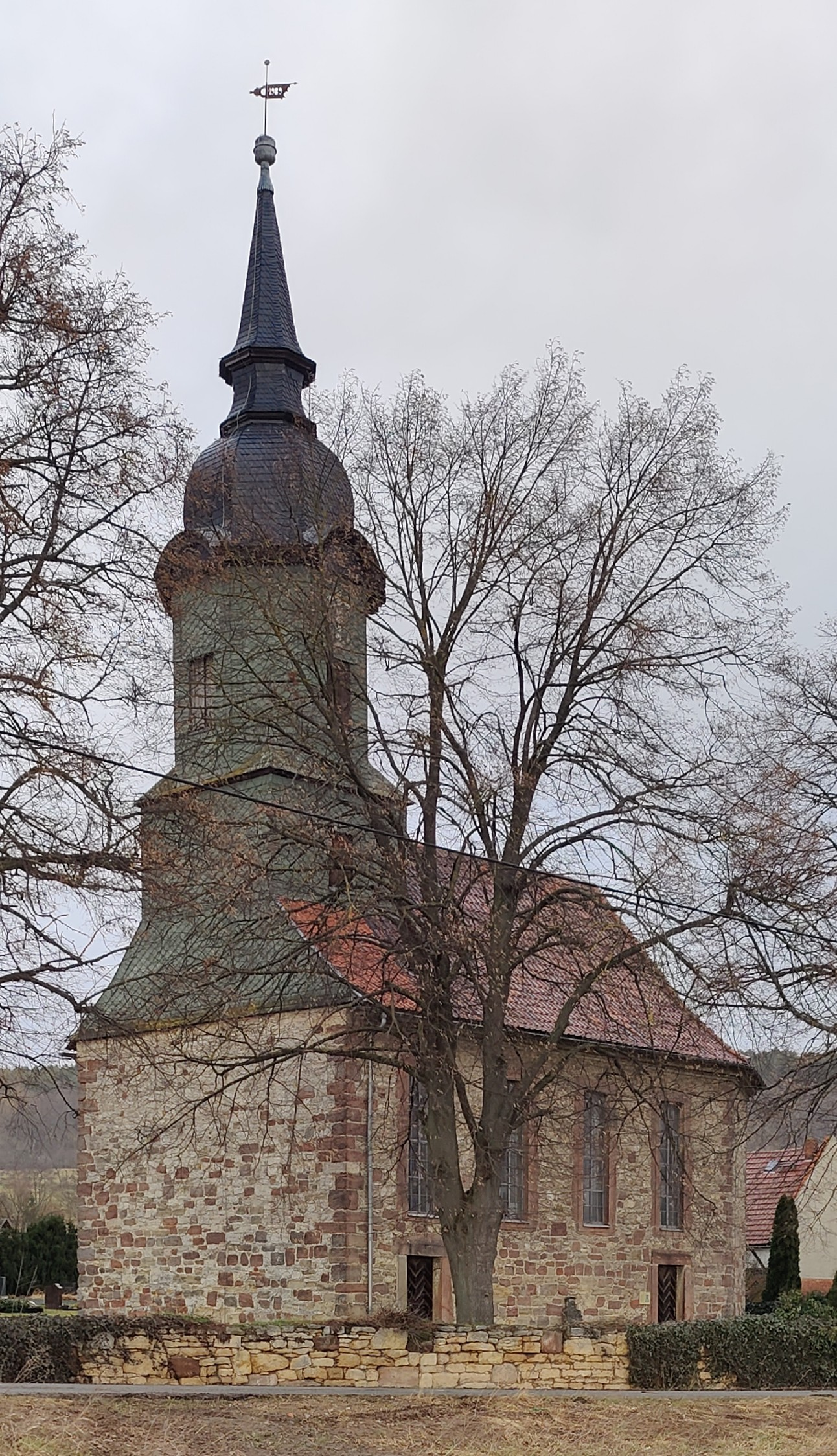
Rückseite

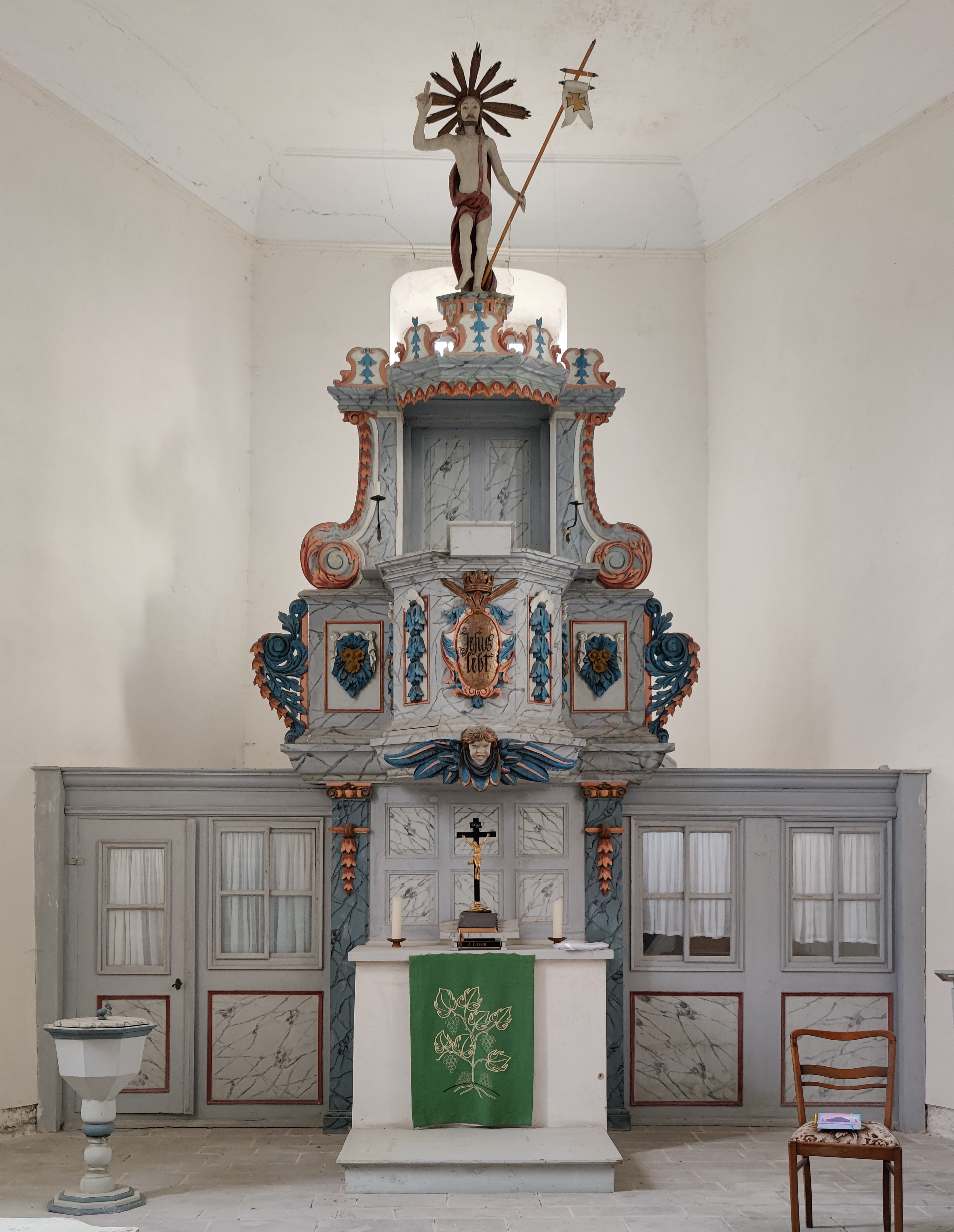
Kanzelaltar

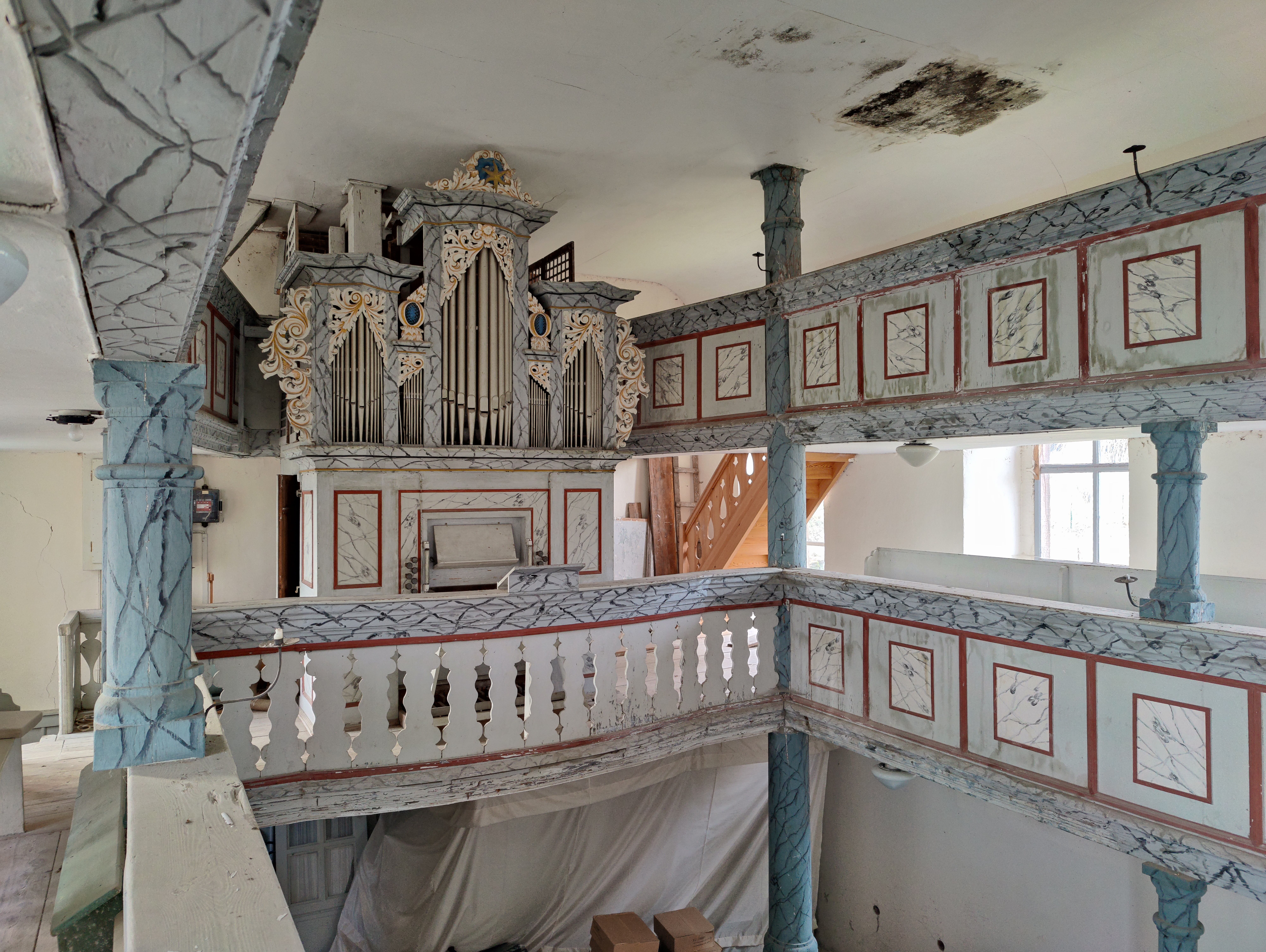
Innenraum, Blick zur Orgel (2022)

Die Dorfkirche Mennewitz steht im Ortsteil Mennewitz der Gemeinde Schlöben im Saale-Holzland-Kreis in Thüringen. Sie gehört zum Pfarrbereich Hermsdorf im Kirchenkreis Eisenberg der Evangelischen Kirche in Mitteldeutschland.

## Geschichte
Die Kirche von Mennewitz ist eine Filialkirche von Schlöben. Beide Kirchen gleichen sich in Form und Inhalt. Diese Saalkirche wurde 1742–1744 mit Teilen der Vorgängerkirche errichtet. Das Datum der Ersterrichtung einer Kirche ist viel früher.
An der Ostseite befinden sich abgetrennte Verschläge mit dem eingebauten Kanzelaltar. Drei- und zweigeschossige Emporen sind an den Längs- und Stirnseiten eingebaut. Die Barockorgel schuf 1745 Justinus Ehrenfried Gerhard aus Lindig. Eine Restaurierung des lange unspielbaren Werkes steht bevor (Stand 2022).
1880 erwarb man zwei Bronzeglocken, deren größere im Ersten Weltkrieg für Rüstungszwecke eingeschmolzen wurde. 
1958 wurde eine neue Stahlglocke gegossen. Seitdem läutet über Mennewitz wieder die kleine Glocke „Ehre sei Gott in der Höhe“ und die große „Und Friede auf Erden“.